# 雷基諾阿

雷基諾阿（西班牙語：Requínoa），是智利的城市，位於該國中部奧伊金斯將軍解放者大區的卡查波阿爾省，始建於1898年10月26日，面積673.3平方公里，海拔高度416米，2012年人口25,739人，人口密度每平方公里38人。
34°16′43″S 70°48′42″W / 34.27861°S 70.81167°W